# Saint-Vaast-sur-Seulles
Saint-Vaast-sur-Seulles é uma comuna francesa na região administrativa da Normandia, no departamento Calvados. Estende-se por uma área de 4,26 km². Em 2010 a comuna tinha 151 habitantes (densidade: 35,4 hab./km²).